# オットー・フォン・ゲーリケ
オットー・フォン・ゲーリケ（Otto von Guericke、元の綴りはGericke。ユリウス暦1602年11月20日 - 1686年5月11日、グレゴリオ暦1602年11月30日 - 1686年5月21日）は、ドイツの科学者（物理学者）、工学技師、政治家。特に真空の研究で知られている。

## 人物・生涯
ドイツのマクデブルクの貴族の家に生まれた。ドイツの大学で法学と工学（数学）を学ぶ。さらにイギリス、フランス、オランダに留学。その後、エルフルトで工学技師として働いていたが、1627年にマクデブルクに戻って市会議員となった。
1631年、三十年戦争によりマクデブルクから脱出し、スウェーデンのグスタフ2世の軍隊に入隊。
1646年からドイツのマクデブルク市長を務め、三十年戦争のマクデブルクの戦いで壊滅状態に陥ったマクデブルクの復興に力を尽くした。
1686年に死去。オットー・フォン・ゲーリケ大学マクデブルク はゲーリケの名を冠している。

## 業績
ゲーリケの業績には大気圧に関する研究と静電気に関する研究がある。

### 大気圧研究
1650年、任意の容器に接続でき、シリンダーとピストンでその容器内の空気を排気する真空ポンプを発明し、真空の特性の研究に使った。真空中では音が聞こえない、火が消える、果物を長く保存できる、などの実験をしている。
ゲーリケは気圧の力についての実験を公開している。銅製の半球状容器（マクデブルクの半球）を2つ組み合わせ、その内部の空気を真空ポンプで排気すると、2つの半球は容易に離れないという実験である。1663年にはベルリンのブランデンブルク選帝侯フリードリヒ・ヴィルヘルムの前で、24頭の馬を使った同じ実験を披露している。
このような実験は、アリストテレスが「自然は真空を嫌う」と述べたことによる真空嫌悪説（つまり、真空という状態は作れないとする仮説）への反証となり、長年の哲学者および科学者の議論に終止符が打たれた。ゲーリケはまた、真空が物体をひきつけるのではなく、周辺の流体が物体に対して圧力をかけていることを証明した。
ゲーリケはまた気圧計を用いてはじめて科学的な天気予想を行い、それが気象学の先駆けとなった。容器の排気前後での重さの差から空気の重さを算出し（その値は1リットルあたり約1.3グラムとほぼ正確であった）、計量に用いた天秤をそのままにしておいたところ、日によって傾きが変わることから、大気圧に変動があることに気づいたという。

### 静電気研究

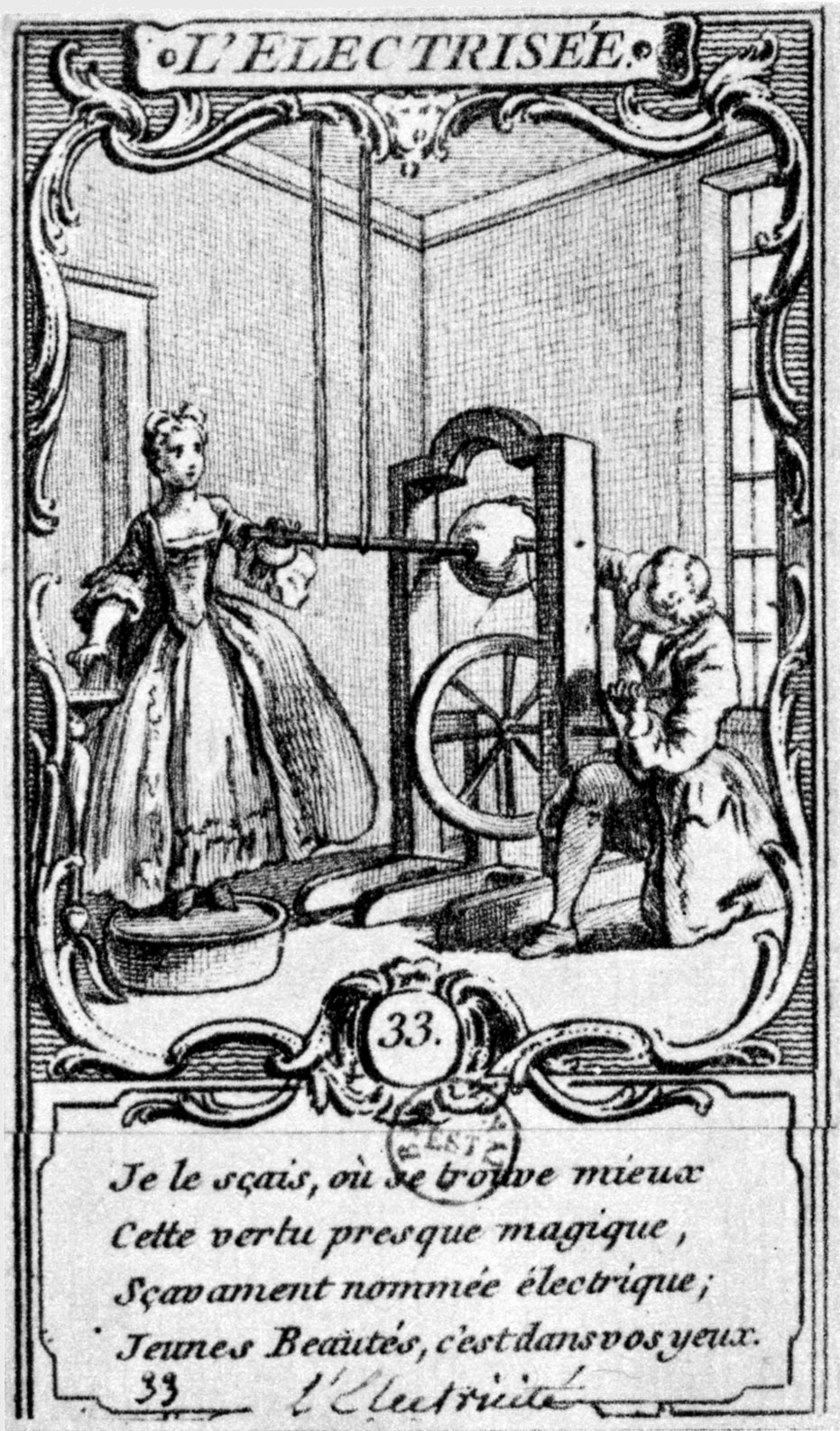
L'electrisée: 静電気発生装置（1750年ごろの版画）

晩年は電気の研究に注力したが、その成果はほとんど現存していない。世界初の静電発電機（摩擦起電機） "Elektrisiermaschine" を発明した。左の版画はその一種を描いたものである（1750年ごろ）。